# Olympische Sommerspiele 1984/Gewichtheben
Bei den XXIII. Olympischen Sommerspielen 1984 in Los Angeles fanden zehn Wettbewerbe im Gewichtheben statt. Austragungsort war das Gersten Pavilion auf dem Gelände der Loyola Marymount University. Die olympischen Wettbewerbe zählten gleichzeitig als Weltmeisterschaften für dieses Jahr.

## Bilanz

### Medaillenspiegel
| Platz | Land                | Gold | Silber | Bronze | Gesamt |
| ----- | ------------------- | ---- | ------ | ------ | ------ |
| 1     | Volksrepublik China | 4    | 2      | –      | 6      |
| 2     | Rumänien            | 2    | 5      | 1      | 8      |
| 3     | BR Deutschland      | 2    | –      | 1      | 3      |
| 4     | Australien          | 1    | 1      | –      | 2      |
| 5     | Italien             | 1    | –      | –      | 1      |
| 6     | Vereinigte Staaten  | –    | 1      | 1      | 2      |
| 7     | Kanada              | –    | 1      | –      | 1      |
| 8     | Japan               | –    | –      | 3      | 3      |
| 9     | Finnland            | –    | –      | 2      | 2      |
| 10    | Chinesisch Taipeh   | –    | –      | 1      | 1      |
| 10    | Großbritannien      | –    | –      | 1      | 1      |

### Medaillengewinner
| Konkurrenz          | Gold                   | Silber         | Bronze             |
| ------------------- | ---------------------- | -------------- | ------------------ |
| Fliegengewicht      | Zeng Guoqiang          | Zhou Peishun   | Kazushito Manabe   |
| Bantamgewicht       | Wu Shude               | Lai Runming    | Masahiro Kotaka    |
| Federgewicht        | Chen Weiqiang          | Gelu Radu      | Tsai Wen-yee       |
| Leichtgewicht       | Yao Jingyuan           | Andrei Socaci  | Jouni Grönman      |
| Mittelgewicht       | Karl-Heinz Radschinsky | Jacques Demers | Dragomir Cioroslan |
| Leichtschwergewicht | Petre Becheru          | Robert Kabbas  | Ryōji Isaoka       |
| Mittelschwergewicht | Nicu Vlad              | Petre Dumitru  | David Mercer       |
| 1. Schwergewicht    | Rolf Milser            | Vasile Groapă  | Pekka Niemi        |
| 2. Schwergewicht    | Norberto Oberburger    | Ștefan Tașnadi | Guy Carlton        |
| Superschwergewicht  | Dean Lukin             | Mario Martinez | Manfred Nerlinger  |

## Ergebnisse

### Fliegengewicht (bis 52 kg)
| Platz | Land | Sportler         | Gewicht (kg) |
| ----- | ---- | ---------------- | ------------ |
| 1     | CHN  | Zeng Guoqiang    | 235,0        |
| 2     | CHN  | Zhou Peishun     | 235,0        |
| 3     | JPN  | Kazushito Manabe | 232,5        |
| 4     | JPN  | Hidemi Miyashita | 230,0        |
| 5     | INA  | Maman Suryaman   | 227,5        |
| 6     | KOR  | Bang Hyo-mun     | 225,0        |
| 7     | PAN  | José Díaz        | 220,0        |
| 8     | TUR  | Levent Erdoğan   | 215,0        |
| 9     | ISR  | Meir Daloya      | 215,0        |
| 10    | IND  | Mahendran Kannan | 215,0        |

Datum: 29. Juli 1984

20 Teilnehmer aus 15 Ländern

### Bantamgewicht (bis 56 kg)
| Platz | Land | Sportler            | Gewicht (kg) |
| ----- | ---- | ------------------- | ------------ |
| 1     | CHN  | Wu Shude            | 267,5        |
| 2     | CHN  | Lai Runming         | 265,0        |
| 3     | JPN  | Masahiro Kotaka     | 252,5        |
| 4     | JPN  | Takashi Ichiba      | 250,0        |
| 5     | KOR  | Kim Chil-bong       | 245,0        |
| 6     | ESP  | Dionisio Muñoz      | 242,5        |
| 7     | FIN  | Arvo Ojalehto       | 242,5        |
| 8     | USA  | Albert Hood         | 242,5        |
| 9     | GRE  | Ioannis Katsaidonis | 240,0        |
| 10    | IND  | Deven Govindasami   | 235,0        |

Datum: 30. Juli 1984

20 Teilnehmer aus 18 Ländern

### Federgewicht (bis 60 kg)
| Platz | Land | Sportler            | Gewicht (kg) |
| ----- | ---- | ------------------- | ------------ |
| 1     | CHN  | Chen Weiqiang       | 282,5        |
| 2     | ROM  | Gelu Radu           | 280,0        |
| 3     | TPE  | Tsai Wen-yee        | 272,5        |
| 4     | JPN  | Kaoru Wabiko        | 270,0        |
| 5     | JPN  | Yosuke Muraki       | 267,5        |
| 6     | KOR  | Lee Myeong-su       | 267,5        |
| 7     | INA  | Sorie Enda Nasution | 267,5        |
| 8     | FIN  | Uolevi Kahelin      | 267,5        |
| 9     | ROM  | Mircea Tuli         | 265,0        |
| 10    | EGY  | Mohamed Youssef     | 252,5        |

Datum: 31. Juli 1984

21 Teilnehmer aus 17 Ländern

### Leichtgewicht (bis 67,5 kg)
| Platz | Land | Sportler         | Gewicht (kg) |
| ----- | ---- | ---------------- | ------------ |
| 1     | CHN  | Yao Jingyuan     | 320,0        |
| 2     | ROM  | Andrei Socaci    | 312,5        |
| 3     | FIN  | Jouni Grönman    | 312,5        |
| 4     | GBR  | Dean Willey      | 310,0        |
| 5     | JPN  | Chōji Taira      | 305,0        |
| 6     | JPN  | Yasushige Sasaki | 302,5        |
| 7     | AUS  | Bill Stellios    | 302,5        |
| 8     | CHN  | Ma Jianping      | 297,5        |
| 9     | NGR  | Patrick Bassey   | 295,0        |
| 10    | ITA  | Pietro Pujia     | 290,0        |
| 11    | AUT  | Gregor Bialowas  | 282,5        |

Datum: 1. August 1984

19 Teilnehmer aus 17 Ländern

### Mittelgewicht (bis 75 kg)
| Platz | Land | Sportler                 | Gewicht (kg) |
| ----- | ---- | ------------------------ | ------------ |
| 1     | FRG  | Karl-Heinz Radschinsky   | 340,0        |
| 2     | CAN  | Jacques Demers           | 335,0        |
| 3     | ROM  | Dragomir Cioroslan       | 332,5        |
| 4     | GBR  | David Morgan             | 330,0        |
| 5     | CHN  | Li Shunzhu               | 322,5        |
| 6     | IRQ  | Mohammed Yaseen Mohammed | 320,0        |
| 7     | AUS  | Tony Pignone             | 317,5        |
| 8     | KOR  | Park Chun-jong           | 312,5        |
| 9     | CAN  | ichel Pietracupa         | 310,0        |
| 10    | FRA  | Daniel Cassiau-Haurie    | 307,5        |
|       |      |                          |              |
|       | AUT  | Roman Kainz              | DNF          |

Datum: 2. August 1984

22 Teilnehmer aus 18 Ländern

### Halbschwergewicht (bis 82,5 kg)
| Platz | Land | Sportler        | Gewicht (kg) |
| ----- | ---- | --------------- | ------------ |
| 1     | ROM  | Petre Becheru   | 355,0        |
| 2     | AUS  | Robert Kabbas   | 342,5        |
| 3     | JPN  | Ryōji Isaoka    | 340,0        |
| 4     | GBR  | Newton Burrowes | 327,5        |
| 5     | EGY  | Ibrahim El-Bakh | 322,5        |
| 6     | KOR  | Lee Gang-seok   | 322,5        |
| 7     | CAN  | Yvan Darsigny   | 322,5        |
| 8     | NZL  | Allister Nalder | 317,5        |
| 9     | USA  | Arn Kritsky     | 315,0        |
| 10    | NZL  | Michael Bernard | 312,5        |

Datum: 4. August 1984

19 Teilnehmer aus 16 Ländern

### Mittelschwergewicht (bis 90 kg)
| Platz | Land | Sportler          | Gewicht (kg) |
| ----- | ---- | ----------------- | ------------ |
| 1     | ROM  | Nicu Vlad         | 392,5 (OR)   |
| 2     | ROM  | Petre Dumitru     | 360          |
| 3     | GBR  | David Mercer      | 352,5        |
| 4     | FRG  | Peter Immesberger | 350,0        |
| 5     | KOR  | Hwang U-won       | 350,0        |
| 6     | GRE  | Nikolaos Iliadis  | 350,0        |
| 7     | DEN  | Henri Høeg        | 347,5        |
| 8     | MEX  | José Garcés       | 342,5        |
| 9     | AUT  | Josef Span        | 342,5        |
| 10    | GBR  | Keith Boxell      | 342,5        |
|       |      |                   |              |
| 14    | SUI  | Daniel Tschan     | 337,5        |
|       | AUT  | Erich Seidl       | DNF          |

Datum: 5. August 1984

26 Teilnehmer aus 20 Ländern

### 1. Schwergewicht (bis 100 kg)
| Platz | Land | Sportler         | Gewicht (kg) |
| ----- | ---- | ---------------- | ------------ |
| 1     | FRG  | Rolf Milser      | 385,0        |
| 2     | ROM  | Vasile Groapă    | 382,5        |
| 3     | FIN  | Pekka Niemi      | 367,5        |
| 4     | CAN  | Kevin Roy        | 357,5        |
| 5     | USA  | Ken Clark        | 352,5        |
| 6     | AUT  | Franz Langthaler | 350,0        |
| 7     | USA  | Rich Shanko      | 350,0        |
| 8     | FRA  | Jean-Marie Kretz | 342,5        |
| 9     | NZL  | Kevin Blake      | 317,5        |
| 10    | KEN  | Pius Ochieng     | 300,0        |

Datum: 6. August 1984

16 Teilnehmer aus 14 Ländern

### 2. Schwergewicht (bis 110 kg)
| Platz | Land | Sportler            | Gewicht (kg) |
| ----- | ---- | ------------------- | ------------ |
| 1     | ITA  | Norberto Oberburger | 390,0        |
| 2     | ROM  | Ștefan Tașnadi      | 380,0        |
| 3     | USA  | Guy Carlton         | 377,5        |
| 4     | FRG  | Frank Seipelt       | 367,5        |
| 5     | CAN  | Albert Squires      | 365,0        |
| 6     | USA  | Ric Eaton           | 352,5        |
| 7     | GRE  | Giannis Gerontas    | 350,0        |
| 8     | FRG  | Olaf Peters         | 347,5        |
| 9     | JAM  | Calvin Stamp        | 320,0        |
| 10    | SYR  | Abuaihuda Ozon      | 315,0        |

Datum: 7. August 1984

15 Teilnehmer aus 12 Ländern

### Superschwergewicht (über 110 kg)
| Platz | Land | Sportler                 | Gewicht (kg) |
| ----- | ---- | ------------------------ | ------------ |
| 1     | AUS  | Dean Lukin               | 412,5        |
| 2     | USA  | Mario Martinez           | 410,0        |
| 3     | FRG  | Manfred Nerlinger        | 397,5        |
| 4     | GRE  | Ioannis Tsintsaris       | 347,5        |
| 5     | NGR  | Bartholomew Oluoma       | 337,5        |
| 6     | EGY  | Mosad Mosbah             | 330,0        |
|       | NGR  | Ironbar Bassey           | DNF          |
|       | GRE  | Serafim Grammatikopoulos | DSQ          |
|       | AUT  | Stefan Laggner           | DSQ          |

Datum: 8. August 1984

9 Teilnehmer aus 7 Ländern

## Doping
Der Libanese Mahmoud Tarha (Fliegengewicht), der Algerier Ahmed Tarbi (Bantamgewicht), der Schwede Göran Pettersson (2. Schwergewicht), der Österreicher Stefan Laggner (Superschwergewicht) und der Grieche Serafim Grammatikopoulos (Superschwergewicht) wurden wegen Dopings disqualifiziert.